# Arsenopirite

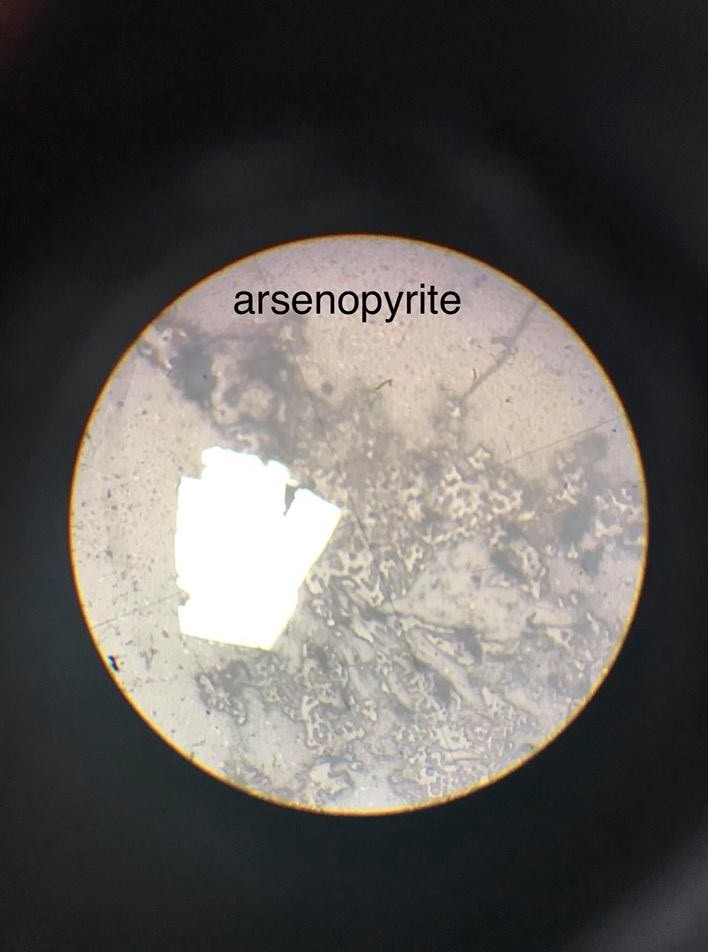
Arsenopirite al microscopio petrografico

L'arsenopirite (simbolo IMA: Apy) è un minerale del gruppo omonimo appartenente alla famiglia dei "solfuri e solfosali" con composizione chimica FeAsS.

## Etimologia e storia
L'arsenopirite deve il suo nome a Ernst Friedrich Glocker che nel 1847 la chiamò in questo modo per la sua composizione, una contrazione del termine antiquato "pirite arsenicale".

## Classificazione
La classica nona edizione della sistematica dei minerali di Strunz, aggiornata dall'Associazione Mineralogica Internazionale (IMA) fino al 2009, elenca l'arsenopirite nella classe "2. Solfuri e solfosali" e nella sottoclasse "2.E Solfuri metallici, M:S ≤ 1:2"; questa viene ulteriormente suddivisa in base al rapporto tra M(etallo) e S(ulfur, ossia zolfo) e alla composizione del minerale, in modo tale da trovare l'arsenopirite nella sezione "2.EB M:S = 1:2, con Fe, Co, Ni, PGE, ecc." dove forma il sistema nº 2.EB.20 insieme a gudmundite, osarsite, paxite e ruarsite.
Tale classificazione resta invariata anche nell'edizione successiva, proseguita dal database "mindat.org" e chiamata Classificazione Strunz-mindat, con l'unica differenza che la paxite qui si trova in un sistema differente (2.EB.15c).
Nella Sistematica dei lapis (Lapis-Systematik) di Stefan Weiß l'arsenopirite si trova nella classe dei "solfuri e solfosali (solfuri, seleniuri, tellururi, arseniuri, antimoniuri, bismuturi)" e nella sottoclasse dei "solfuri con metallo: S,Se,Te < 1:1"; qui forma il "gruppo dell'arsenopirite" con il numero di sistema nº II/D.22 insieme a glaucodoto, gudmundite, ruarsite, osarsite e alloclasite.
Anche la classificazione dei minerali secondo Dana, usata principalmente nel mondo anglosassone, elenca l'arsenopirite nella famiglia dei "solfuri e solfosali"; qui è nella classe dei "solfuri" e nella sottoclasse dei "solfuri – compresi seleniuri e tellururi – con la composizione AmBnXp, con (m+n):p=1:2" dove forma il "gruppo dell'arsenopirite (monoclino: P21/c (pseudo-ortorombica))" con il numero di sistema 02.12.04 insieme a gudmundite, osarsite, ruarsite, iridarsenite e clinosafflorite.

## Abito cristallino
L'arsenopirite cristallizza nel sistema monoclino nel gruppo spaziale P21/c (gruppo nº 14) con le costanti di reticolo a = 5,7612(8) Å, b = 5,6841(7) Å, c = 5,7674(8) Å e β = 111,721(8)°, oltre 4 unità di formula per cella unitaria.

## Origine e giacitura
L'arsenopirite è di origine idrotermale, in genere è uno dei primi minerali a formarsi. Si trova in pegmatiti, vene di oro-quarzo e stagno ad alta temperatura e in depositi di solfuri metamorfici da contatto; meno comunemente è di origine idrotermale a bassa temperatura. L'arsenopirite è stata trovata anche in gneiss, scisti e altre rocce metamorfiche. La paragenesi è molto varia: con pirrotite, pirite, calcopirite, galena, oro nativo, scheelite, cassiterite e molte altre specie.
Essendo un minerali piuttosto comune, è poco pratico elencare i numerosissimi siti di ritrovamento;

## Forma in cui si presenta in natura
L'arsenopirite sviluppa cristalli tabulari, prismatici o squadrati, per lo più striati lungo l'asse {\displaystyle c}. Sono comuni anche i cristalli geminati pseudo-ottaedrici o pseudo-ortorombici e i trigeminati a forma di stella. I cristalli geminati sono incrociati secondo {101}.
L'arsenopirite è isomorfa con la marcasite.
Il minerale è opaco in qualsiasi forma e mostra una lucentezza metallica sulla superficie dei cristalli, che hanno colore dal bianco-argento a grigio-acciaio, può avere un leggero aspetto giallo. Il colore del suo striscio va dal grigio-nero al nero.

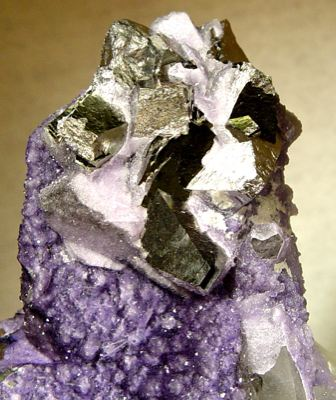
Arsenopirite con fluorite dalla miniera di "Yaogangxian" nell'Hunan, Cina
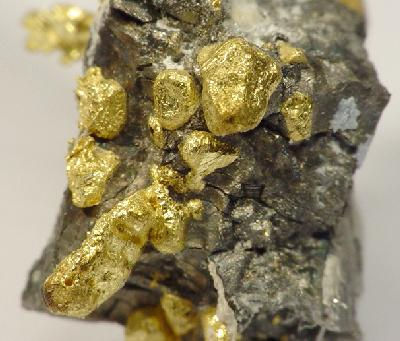
Arsenopirite e oro, dalla contea di Mariposa in California (Stati Uniti)
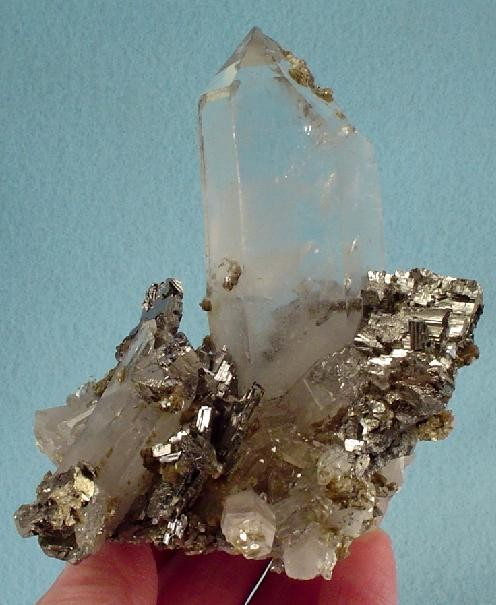
Arsenopirite e quarzo dal distretto di Castelo Branco in Portogallo

## Caratteristiche fisico-chimiche
Il minerale, percosso da un martello, come la pirite dà scintille emanando l'odore caratteristico che segnala la presenza di arsenico. Polverizzato e scaldato con una fiamma dentro una provetta produce, all'inizio, un sottile strato di polvere giallo-rossastra di solfuro di arsenico la quale sublima nelle pareti della provetta; proseguendo il riscaldamento il composto diventa nero-grigiastro. Il minerale è molto solubile in acido nitrico (HNO3), lo è di meno in acido cloridrico (HCl) freddo e in acido citrico (C6H8O7).
- Al cannello o sul carbone dà fumi di arsenico con sentori di aglio, poi l'odore si trasforma in anidride solforosa (SO2) con globulo magnetico[15]
- Il minerale è magnetico dopo essere stato riscaldato[4]
- Fotoelettricità: 44,13 barn/elettroni[4]
- Densità di elettroni: 5,75 gm/cc[4]
- Indice di fermioni: 0.0087478423[4]
- Indice di bosoni: 0.9912521577[4]

## Utilizzi
È il minerale principale per l'estrazione dell'arsenico e dei suoi derivati, ma viene utilizzato anche per l'estrazione di sottoprodotti tra cui argento e cobalto.